# 17399 Ендісанто
17399 Ендісанто (1983 RL, 1983 RR1, 1991 PD1, 1991 RD, 17399 Andysanto) — астероїд головного поясу, відкритий 6 вересня 1983 року.
Тіссеранів параметр щодо Юпітера — 3,851.